# Schoenus longibracteatus
Schoenus longibracteatus är en halvgräsart som beskrevs av Georg Kükenthal. Schoenus longibracteatus ingår i släktet axagssläktet, och familjen halvgräs. Inga underarter finns listade i Catalogue of Life.